# 제5회 제천국제음악영화제
제5회 제천국제음악영화제는 2009년 8월 13일에 열린 시상식이다.

## 수상 및 후보

### 제천영화음악상
- 정성조 수상

### 시네 심포니
- 베를린 콜링 - 하네스 스퇴르
- 파두의 전설 아말리아 - 카를로스 코엘료 다 실바
- 클라라 - 헬마 잔더스-브람스
- 메이드 인 헝가리아 - 게르게이 포뇨
- 할리우드로 가는 지름길 - 마르쿠스 미테마이어 외1명
- 블루스브레이커 - 도미니크 브렝기에
- 뮤지카 - 유라이 노보타
- 디트로이트 메탈 시티 - 리 토시오
- 원위크 - 마이클 맥고완
- 락온!! - 아비쉑 카푸르
- 비바 - 수라즈 R. 바자티아

### 세계 음악영화의 흐름
- 스무살의 침대 - 알렉시스 도스 산토스
- 콘돌리자 구애소동 - 세바스찬 도거트
- 앤빌의 헤비메탈 스토리 - 사차 제바시
- 우리들의 아름다운 8월 - 미겔 고미쉬
- 아프리카의 목소리 유쑨두 - 엘리자베스 차이 베사헬리
- 유니버설러브 - 토머스 보쉬츠
- 꿈꾸는 댄서 - 후안 라구나
- 춤추는 동물원 - 김효정
- 하우 투 비 - 올리버 어빙
- 볼리우드 아이돌 선발대회 - 매니쉬 에차리야

### 뮤직 인 사이트
- 에브리 리틀 스텝 - 코러스라인 - 애덤 델 데오
- 소울 파워 - 제프리 레비-힌트
- 마지막 갈채 - 탱고카페 엘치노 - 게르만 크랄
- 라야 프로젝트 - 헤롤드 먼필스
- 폴섬 감옥의 쟈니 캐쉬 - 베스토 크램
- 델타 라이징 - 블루스 스토리 - 마이클 어펜더키스 외1명
- 광란의 파벨라 - 디플로
- 구차 - 열정의 트럼펫 - 밀리보 질릭
- 트럼펫 공화국 - 스테파노 미시오 외1명
- 부활! 부에나비스타 소셜클럽 - 칼슈텐 묄러
- 땡큐,  마스터 킴 - 엠마 프란츠
- 전설의 베이시스트 찰리 헤이든 - 레토 카두프
- 살사의 여왕 셀리아 크루즈 - 조 카도나 외1명
- 퀸 락 몬트리올 - 솔 스위머

### 주제와 변주
- 쿠르트 마주어의 삶과 음악 - 아밋 브로이어
- 평양의 뉴욕 필하모닉 - 아옐렛 헬러
- 기적의 오케스트라 - 엘 시스테마 - 파울 슈마츠니
- 다니엘 바렌보임과 서동시집 오케스트라 - 파울 슈마츠니
- 데이비드 진먼의 말러 교향곡 6번 - 비비아네 브루멘샤인

### 패밀리 페스트
- 베토벤 악보 대소동 - 카롤라 핫토프
- 개구리와 두꺼비 - 시몬 반 뒤셀도르프
- 소년과 바이올린 - 엘렌 옹게코 마르필
- 유앤유 - 박제현
- 케로로 더 무비: 드래곤 워리어 - 야마구치 스스무

### 시네마 콘서트
- 골렘 - 파울 베게너
- 유니버설러브 - 토머스 보쉬츠

### 음악단편초대전
- 소년의 변성기 - 안드레아스 코에포에드
- 에어기타 대결 - 네이슨 플릿
- 이별의 멜로디 - 페드로 모라
- 첼로 - 에릭 사이먼
- 카운트다운 - 조던 캐닝
- 재즈 여행 - 안톤 세톨라
- 빛나는 사운드 - 펜엑 라타나루앙
- 심벌즈맨 - 다한 셀라이르
- 울랄라 오디션 - 소피 브랑빌랭
- 사운드의 시학 - 잉고 루트로프
- 내 생애 최고의 날 - 렌 쿠드랴비츠키
- 천상의 레퀴엠 - 파블로 알리보트
- 진정한 가치 - 캐이시 캐리
- 유 캔 댄스 - 마야 맥매너스
- 14 Beat - 나정인 외1명
- The Band - 태소정
- EBNA303 - 김범철
- 그녀의 청음 레슨 - 박예양
- 우측통행 - 양선우
- 무명의 발레리나 - 양성준
- 락 닭 - 박인범
- 씽얼롱 - 배지영
- 스위치 - 윤지석
- Walk - 김유리
- 사월이 오면 - 윤영철
- 파리의 멋진 인생 - 박성미
- 예산족 애니메이션 프로젝트 - 전승일
- 춤추리 - 홍현정

### 제천 영화 음악상 특별전
- 깊고 푸른 밤 - 배창호
- 이장호의 외인구단 - 이장호
- 영자의 전성시대 - 김호선

### 한국 음악영화의 오늘
- 고고70 - 최호
- 모던 보이 - 정지우
- 과속스캔들 - 강형철
- 님은 먼곳에 - 이준익
- 어 배러 투모로우 온 더 스트리트 - 유민규
- 저스트 키딩 - 이무영
- 소규모 아카시아 밴드 이야기 - 민환기
- 반드시 크게 들을 것 - 백승화
- 좋아서 만든 영화 - 고달우 외1명